# Carolina Bezamat
Carolina "Carola" Bezamat Walters (São Paulo, 14 de octubre de 1977) es una reconocida periodista especializada en nutrición saludable, medicina integrativa y medioambiente. 

## Biografía

### Sus inicios
Carola Bezamat nació en São Paulo, Brasil. Ya a la edad de 4 años debió regresar junto a su familia a Chile. Su gusto por las artes se evidenció desde pequeña, deambulando por coros, guitarras y expresiones musicales de todo tipo en el colegio. A los 16 años, comenzó junto a su amiga Fernanda a grabar la voces para programas de TV chilena. 
Pero no es hasta los 25 años, ya titulada como periodista, que decide dar un paso más concreto por su gran pasión. Mientras trabajaba en FM Hit conduciendo un programa diario, se reencuentra con su amiga Fernanda y se lanzan a apostar por la música, dando vida al dúo Dos Lunas. En este grupo se inicia en la composición de sus canciones y se presentan en diversos escenarios. Luego de un largo andar por diferente sellos discográficos y de buscar oportunidades en el medio local, deciden separarse agobiadas por la carga laboral. Es en ese momento cuando cambia de radio e ingresa, además, a la TV. Al poco tiempo, es invitada a participar en Barbarella, agrupación con la que grabó 12 temas. Poco antes de entrar al estudio de grabación para lanzar profesionalmente la banda, el grupo se quiebra por serias diferencias internas. Finalmente, decidió hacer un camino propio. en el 2009 editó dos singles, Como Ninguna y Solo Verte. 
Grabó dos singles pero no continuó el disco en el que trabajaba. En el 2011 empezó a investigar sobre nutrición saludable y salud. En el 2013 en el matinal MuchoGusto comenzó con su sección de Vida Sana en donde enseñaban las propiedades nutricionales de diferentes alimentos. La sección tomó fuerza y luego se integró al equipo de Calidad de Vida del noticiero de Mega, AhoraNoticias. En el 2016 se integra como conductora de FMDOS al programa"Conectados". En el 2017 conduce el espacio,   del noticiero y luego en el 2018 SuperHumanos  los secretos de la longevidad.

## Discografía

### Álbumes
- 2009: Frágil

### Singles
| Año            | Canción |      |              |
| -------------- | ------- | ---- | ------------ |
| Año            | Canción | 2009 | "Solo verte" |
| "Como ninguna" |         | 2009 |              |

## Televisión
| Año      | Programa    | Canal      |
| -------- | ----------- | ---------- |
| 2008 - ? | Mucho gusto | Megavisión |